# Sesja giełdowa
Sesja giełdowa – określony przedział czasu, w którym odbywają się transakcje giełdowe. Sesje giełdowe odbywają się w dni robocze, zwyczajowo od godziny 8:30 do godziny 17:05 czasu lokalnego.

## Fazy sesji giełdowej na Giełdzie Papierów Wartościowych w Warszawie
Harmonogram sesji giełdowej określa kolejne fazy sesji, wraz z godziną ich rozpoczęcia i zakończenia. Na Giełdzie Papierów Wartościowych w Warszawie są to fazy:
- przed otwarciem – sesja giełdowa się jeszcze nie rozpoczęła, ale można już składać zlecenia,
- fixing – następuje ustalenie kursu danego papieru wartościowego przez porównanie ofert kupna i ofert sprzedaży, oraz realizacja zleceń,
- dogrywka – zlecenia złożone w tym czasie są realizowane po cenie ustalonej w ostatnim fixingu.

W systemie notowań ciągłych główna część sesji to faza:
- notowań ciągłych – zlecenia złożone w tym czasie zostają zrealizowane, gdy tylko pojawi się odpowiednie zlecenie z przeciwnej strony rynku, np. zlecenie sprzedaży 10 akcji nie taniej niż po 25 zł jest realizowane, gdy pojawi się zlecenie kupna 10 akcji za cenę 25 zł lub więcej.

W systemie notowań jednolitych występuje natomiast faza:
- interwencji – gdy animator rynku modyfikuje swoje wcześniejsze zlecenia, a inni uczestnicy obrotu nie mogą składać zleceń; albo, jeśli dany papier nie ma animatora, każdy może modyfikować wcześniejsze zlecenia. Np. gdy animator wystawił zlecenie sprzedaży 100 akcji po 13 zł, a inni uczestnicy zgłosili chęć kupna po cenach niższych niż 13 zł, animator obniża cenę tak, by jak największa liczba zleceń kupna została zrealizowana.